# Dawid Chrystian Beicht
Dawid Chrystian Beicht (właściwie: David Christian, ur. ok. 1765 w Głogowie, zm. 9 listopada 1811 w Warszawie) – pedagog niemiecki działający pod koniec życia w Polsce.
Początkowo pracował jako nauczyciel licealny w rodzinnym Głogowie. Studiował prawdopodobnie w Berlinie lub na Uniwersytecie we Frankfurcie nad Odrą. Po inauguracji (1804) działalności Liceum Warszawskiego – otrzymał tam posadę profesora historii powszechnej i geografii, później wykładał także język niemiecki w wyższych klasach oraz zajmował się biblioteką Liceum, którą po jego śmierci przejął Feliks Bentkowski.
Po wygnaniu Prusaków z Warszawy Beicht nie powrócił do Niemiec, lecz pozostał w polskiej stolicy i kontynuował swą działalność nauczycielską. W kwietniu roku 1810 został powołany do Towarzystwa Ksiąg Elementarnych Księstwa Warszawskiego. By się utrzymać na swych posadach, musiał zdać egzamin z języka polskiego, co Kazimierz Władysław Wóycicki opisał następująco: choć już w późnym był wieku, zaczął się uczyć języka polskiego i wspólnie ze Stefazyjuszem, profesorem literatury greckiej i łacińskiej, łącznie z uczniami pierwszych klas tegoż liceum, zdawali egzamin z nauki języka polskiego na publicznym popisie przed ówczesną Izbą Edukacyjną w roku 1810 i 1811.
Beicht był żonaty z Marią Katarzyną nieznanego nazwiska (zm. 1842), pochodzącą również z Głogowa. Pochowany został na cmentarzu ewangelickim w Warszawie (Al. 12 nr 4).